# Yorki Katalin angol királyi hercegnő
Yorki Katalin hercegnő (Greenwich, 1479. augusztus 14. - Tiverton, 1527. november 25.) IV. Eduárd király és Erzsébet királyné gyermeke.

## Élete
Yorki Katalin kilencedik gyermekként, hatodik lányként született az Eltham-palotában. 1479. augusztus 28-án IV. Eduárd házassági szerződést kötött leánya nevében II. (Katolikus) Ferdinánd aragón királlyal és feleségével, Kasztíliai Izabellával. A szerződés értelmében a spanyol uralkodópár fia, Aragóniai János vette volna feleségül az angol hercegnőt. IV. Eduárd 1483-ban bekövetkezett hirtelen halála miatt a frigy nem jött létre.
Anglia új királya, VII. Henrik megállapodott III. Jakab skót királlyal, hogy másodszülött fia, James Stewart nőül veszi Yorki Katalint. Ugyanezen szerződés rendelkezett arról is, hogy Elizabeth Woodville nőül megy III. Jakabhoz, valamelyik másik leánya pedig a skót trónörökös, a leendő IV. Jakab király felesége lesz. III. Jakab 1488. június 11-én elesett a sauchieburni csatában, utóda, IV. Jakab pedig nem tartotta be az egyezséget.
1495. október vége felé a hercegnő hozzáment a nála négy évvel idősebb William Courtenay-hez, Devon első grófjának fiához. A házaspárnak három gyermeke született: Henry, Edward és Margaret. Férje 1511. június 9-én, 36 éves korában hunyt el, grófi címét Henry kapta meg, mivel másik fiuk, Edward ötéves korában meghalt. Katalin mindössze 16 évvel élte túl férjét, és 48 évesen érte a halál. Tivertonban temették el, és addigra már csak ő volt életben 11 testvére közül.